# Robert Hue

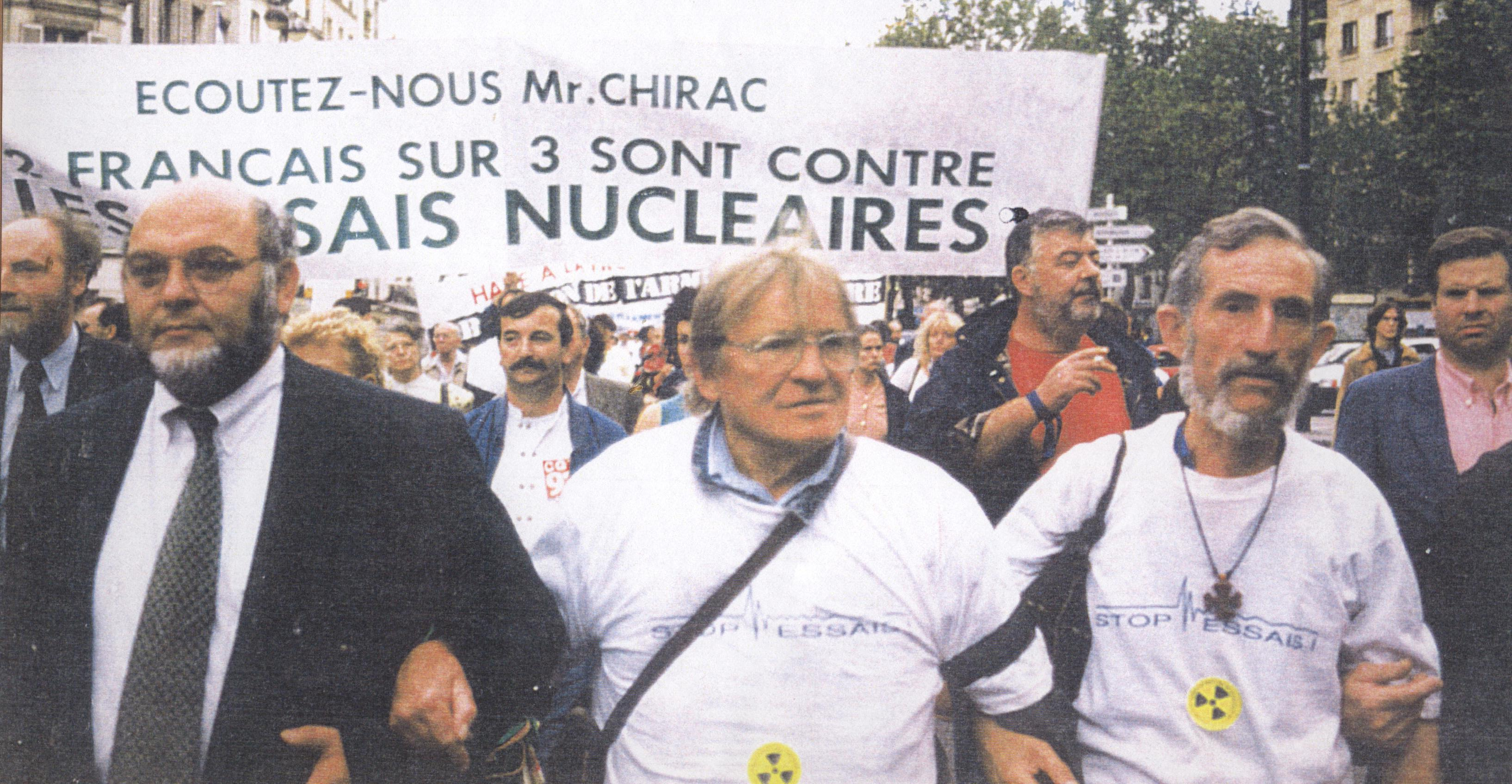
Robert Hue, primero por la izquierda, junto a Jean-Pierre Lanvin y Jean-Baptiste Libouban al frente de una manifestación de protesta en contra del programa de ensayos nucleares emprendido por el presidente Jacques Chirac tras su reelección en 1995.

Robert Georges Auguste Hue (Cormeilles-en-Parisis, Val-d'Oise,19 de octubre de 1946 - ) es un político francés. Alcalde desde los años 1980 de la comuna de Montigny-lès-Cormeilles, fue designado en 1994 sucesor por Georges Marchais al cargo de Secretario General del Partido Comunista (PCF) que ejerció hasta el 2002. 
Candidato a la presidencia de la República en las elecciones de 1995 y de 2002, tras las elecciones legislativas de 1997 decidió la entrada de miembros del PCF en el gobierno de coalición de izquierdas de Lionel Jospin. 
A pesar de su gestión al frente del PCF en favor de una renovación y adaptación a los tiempos, durante ella se acentuó la crisis del movimiento comunista arrastrada desde los años 1990 manifestada por la rápida erosión del número de afiliados (200.000 en 1998, 138.000 en 2001) y que alcanzó su paroxismo en los resultados electorales de las presidenciales de 2002 que siendo del 3,37% reflejaron un importante retroceso, comparados con el 8,7% obtenidos en 1995 a pesar entonces de la competencia de otros partidos de inspiración comunista como la LCR y la LO y que siendo tan escasos, desembocaron en una grave crisis financiera del PCF al no serle reembolsados los gastos de la campaña. 
En el 2002 abandonó la dirección del PCF en favor de Marie-George Buffet y vio como su actividad política pública era interrumpida al perder su condición de diputado tras unas elecciones legislativas parciales de 2003. En 2004, fue no obstante elegido senador por el departamento de Val-d'Oise y desde entonces, es también presidente de la fundación Gabriel Péri.